# Cryptobranchus bishopi
Espèce
Synonymes
- Cryptobranchus alleganiensis bishopi Grobman, 1943

Statut CITES
Cryptobranchus bishopi est une espèce d'urodèles de la famille des Cryptobranchidae.

## Répartition
Cette espèce est endémique des monts Ozarks aux États-Unis. Elle se rencontre dans le sud du Missouri et dans le nord de l'Arkansas.

## Étymologie
Cette espèce est nommée en l'honneur de Sherman Chauncey Bishop.

## Publication originale
- Grobman, 1943 : Notes on salamanders with the description of a new species of Cryptobranchus. Occasional Papers of the Museum of Zoology, University of Michigan, no 470, p. 1–12 (texte intégral).